# B六番女学校
B六番女学校（ビーろくばんじょがっこう、英語: The Girls Boarding School）は、東京、築地にあった日本のミッションスクール。

## 概要
築地居留地の6番B棟に長老派婦人伝道局より、メアリー・パーク、ケイト・ヤングマン、アンナ・ギャンブルの三人の独身女性が日本に派遣されてきた。パークとヤングマンはニューヨーク婦人伝道局が派遣し、ギャンブルはフィラデルフィア婦人伝道局が派遣した宣教師であった。
彼女達は、ジュリア・カロザースが着手した女子教育（A六番女学校）を助けるか、引き継ぐために派遣された。1873年12月にヤングマンとギャンブルがB六番館に移った。ヤングマンとギャンブルがジュリアの夫で宣教師のクリストファー・カロザースと衝突し対立するようになった。一緒に仕事ができない中にあって、1874年初めには、ヤングマンに2人の生徒が付き、1875年9月には学校としての体裁も整ってきた。このように、同じ伝道局が派遣した宣教師が、隣り合って別々に女学校を経営するという事態が発生した。
その頃パークがデイヴィッド・タムソン宣教師と婚約し、ヤングマンとギャンブルが組むことになったが、ニューヨークとフィラデルフィアの婦人伝道局の対立によりうまくいかなくなった。
1874年4月末にはタムソンとパークがA六番の台所兼下男部屋棟の2階で男子生徒と教え、ヤングマンとギャンブルがB六番の宣教師館でそれぞれ別個に生徒を教え、A六番のチャペルではジュリア・カロザースが24名の女学生を教えるようになった。
5月14日にタムソンとパークが結婚して、台所棟の2階にギャンブルが移り住んだ。1874年の春からジュリアがフィラデルフィアの婦人伝道局の傘下に入った。
このようにして、A六番女学校はフィラデルフィア婦人伝道局、B六番女学校はニューヨーク婦人伝道局という対立構造になった。クリストファー・カロザースがヤングマンを罵倒するようになった。
1875年までに長老ミッションは女学校問題の打開策を検討した。ニューヨーク婦人伝道局はヤングマンの学校を築地居留地の外に移す計画を立て、候補地の選定に乗り出した。フィラデルフィア婦人伝道局もA六番チャペルに隣接する7番の土地の購入の資金を集める計画を立てた。
ギャンブルはヤングマンとカロザースの対立の中で、自分の学校が持てないという不満がたまり、香港に長期療養に出かけて、1875年9月に長老ミッションを辞任し、スコットランド一致長老教会のミッションに転籍する。そこで、三浦徹らと協力して三浦女学校を設立する。
その矢先の1876年、年頭の長老ミッションの会議で「耶蘇」の訳語の問題で、カロザースが他の宣教師と対立して辞任することになった。その結果、A六番女学校は廃校に追い込まれ、2名がB六番女学校に転籍した。しかし、残りの女学生はカロザース側についたので、原胤昭らの出資により、成樹学校（後の原女学校）が設立された。
一方、B六番女学校はニューヨーク婦人伝道局の強力な支援の下に、築地新栄町42番に新校舎を建てて、新栄女学校と改名した。ケイト・ヤングマンは貧民伝道に転じ、好善社を作り、さらに島津八重らと関わりハンセン病患者のための施設に関わった。
1878年、原女学校は新栄女学校（旧：B六番女学校あるいは女子寄宿学校）と合併し、これらはのちに桜井女学校と合併し女子学院となる。